# Marco Pozzi (Regisseur)

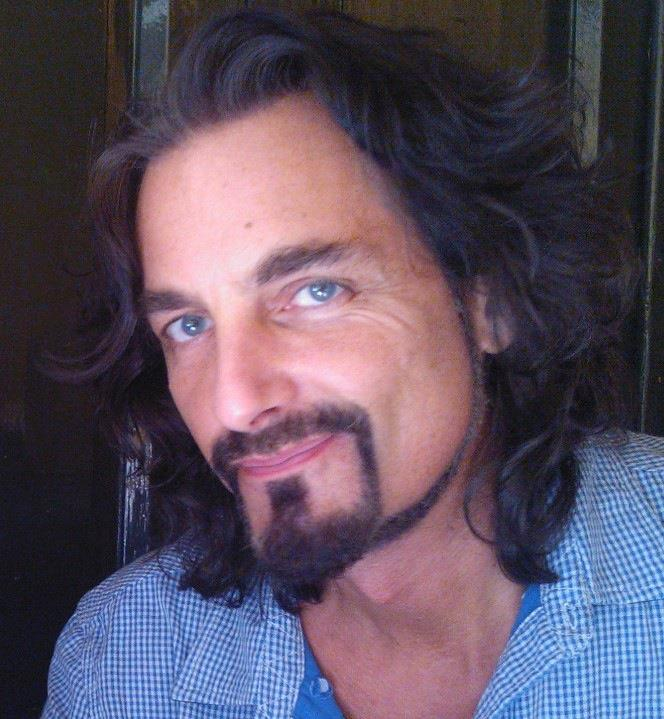
Marco Pozzi

Marco Pozzi (* 7. Oktober 1964 in Mailand) ist ein italienischer Filmregisseur.

## Leben
Pozzi schloss sein Studium in Sozialkommunikation an der Università Cattolica seiner Geburtsstadt ab. Von 1991 an gehörte er der Filmrichtung um Ermanno Olmi, Ipotesi Cinema, an und legte in der Folge etliche Videodokumentationen vor. Ab 1996 drehte er Werbe- und Industriefilme. Sein erster Spielfilm 20 – Venti erhielt 1999 nur eingeschränkten Verleih, wurde aber bei verschiedenen Festivals aufgeführt. 2000 folgte die 12-teilige Sitcom Bradipo, die von Andrea Pezzi geschrieben und gespielt wurde. Weitere Dokumentationen (u. a. Senza tregua, 2003, Dimmi qual è il colore del cielo, 2007) folgten. 2011 folgte ein zweiter Spielfilm, Maledimiele.

## Filmografie (Auswahl)
- 1999: 20 – Venti
- 2011: Maledimiele